# Athassel Priory
Athassel Priory es un monasterio en ruinas situado en la ribera oeste del río Suir, situado a 8 km de Cashel en el condado de Tipperary en Irlanda
El monasterio agustino fue fundado en 1192 por Walter de Burgh, primer conde del Ulster el cual fue enterrado en el monasterio en 1248. 
En el monasterio está enterrado también el segundo conde del Ulster, Richard Og de Burgh.
La torre central que en parte se conserva es del siglo XV.